# Questões não respondidas
As questões avyākata (aquilo que não pode ser expresso) são questões deixadas sem resposta pelo Buda. São questões que giram em torno de quatro temas:
- O mundo em relação ao tempo
- O mundo em relação ao espaço
- Questões da identidade do 'eu'
- Questões da vida após a morte (do tathagata)

Tais questões não eram consideradas apropriadas a serem respondidas por vários motivos, um é que sua resposta deveria ser conseguida através do insight, não aceitas como 'sim' ou 'não' caso fosse respondido assim pelo Buda. Outra é que tais respostas levariam a especulações filosóficas vazias e debates intelectuais distantes do treinamento no darma.

## Perguntas
No cânon Pali e em Sânscrito há diferença na formulação das perguntas, onde em sânscrito são adicionadas algumas variações não presentes em Pali. Variam entre dez e quatorze perguntas em cima das questões mencionadas:
O mundo em relação ao tempo
- (Pali/Sânscrito) O mundo é eterno?
- (Pali/Sânscrito) O mundo não é eterno?
- (Sânscrito) ...Ambos?
- (Sânscrito) ...nenhum dos dois?

O mundo em relação ao espaço
- (Pali/Sânscrito) O mundo é infinito?
- (Pali/Sânscrito) O mundo finito?
- (Sânscrito) ...Ambos?
- (Sânscrito) ...nenhum dos dois?

Questões da identidade do 'eu' 
- (Pali/Sânscrito) O 'Eu' é idêntico ao corpo?
- (Pali/Sânscrito) O 'Eu' é distinto do corpo?

Questões da vida após a morte (do tathagata)
- (Pali/Sânscrito) O Tathagata existe após a morte?
- (Pali/Sânscrito) O Tathagata não existe após a morte?
- (Sânscrito) ...Ambos?
- (Sânscrito) ...nenhum dos dois?